# Chitonosphaera lata
Chitonosphaera lata là một loài chân đều trong họ Sphaeromatidae. Loài này được Nishimura miêu tả khoa học năm 1968.